# Luca Guglielmi
Luca Guglielmi, né à Turin (Italie) en 1977, est un chef d'orchestre, compositeur, claveciniste, organiste classique italien.

## Biographie
Luca Guglielmi, né à Turin, y étudie la musique et les sciences humaines, puis se forme à la direction d'orchestre en autodidacte. Il obtient son diplôme de composition avec Alessandro Ruo Rui et de musique chorale et direction de chœur avec Sergio Pasteris au conservatoire Giuseppe  Verdi de sa ville natale. Il étudie l'orgue avec Vittorio Bonotto, le clavecin avec Patrizia Marisaldi, l'accompagnement au piano (y compris les lieder) avec Eros Cassardo. En tant qu'accompagnateur, il collabore avec des artistes tels que Cecilia Bartoli, Barbara Bonney, Monica Groop, Sara Mingardo, Angelika Kirchschlager, Christoph Prégardien, Giuliano Carmignola et Paolo Pandolfo. Il travaille avec des metteurs en scène d'opéra, dont Gilbert Deflò, Yannis Kokkos et Emilio Sagi, et joue dans des théâtres et salles de concert prestigieux tels que Carnegie Hall, Wigmore Hall, Musikverein et Konzerthaus de Vienne, l'Herkulessaal de Munich , le Teatro Real, le Liceu, le Teatro Regio, le Conservatoire de Milan, le Teatro San Carlo. Comme chef d'orchestre, il a travaillé comme assistant d'Antoni Ros-Marbà, de Victor Pablo Pérez, de Gottfried von der Goltz, de Giovanni Antonini et de Jordi Savall.
À l'âge de 20 ans, Jordi Savall l'invite à rejoindre ses ensembles Hespèrion XX, La Capella Reial de Catalunya et Le Concert des Nations, jouant régulièrement en duo et en trio avec Rolf Lislevand.
Il a notamment joué avec l'ensemble Zefiro (directeur: Alfredo Bernardini ), l'ensemble La Fenice (directeur: Jean Tubéry ), Ricercar Consort (directeur: Philippe Pierlot), l'Armonico Tributo Austria de Lorenz Duftschmid et l'Accademia Strumentale Italiana d'Alberto Rasi.
En 1999, il est choisi pour participer au cours extraordinaire de direction dirigé par Carlo Maria Giulini à la Scuola di Musica di Fiesole (it).
Il travaille comme claveciniste et organiste avec l'Orchestre symphonique national de la RAI sous les chefs Jeffrey Tate, Rafael Frühbeck de Burgos, Roberto Abbado, Robert King et Ton Koopman, avec qui il conclut son étude du clavecin.
En 2001, il fait ses débuts en tant que chef de chœur avec la Petite messe solennelle de Rossini à la direction de l'Ex-Coro di Torino della RAI. L'année suivante, il fait ses débuts comme chef d'orchestre avec le Requiem de Mozart à l'église Santa Maria dei Servi de Bologne. Il dirige les orchestres des cours de musique ancienne à Barbaste (France) et à Urbino (Italie), avec un accent particulier sur le répertoire classique. Il est invité par Pierre Cao à diriger son célèbre ensemble vocal français Arsys Bourgogne dans le cadre d'un programme Monteverdi. En 2010, il donne des concerts en France, en Espagne et au Luxembourg. En juin 2010, il fait ses débuts à Florence en tant que chef d'orchestre et soliste avec l'Orchestra della Toscana dans un programme comprenant la Symphonie n° 39 K. 543 de Mozart.
Il compose plusieurs œuvres pour chœur mixte a cappella, un format qu’il privilégie. 
Il enseigne le clavecin, l'orgue et l'orchestre dans des cours donnés à Urbino, Pamparato, San Feliu de Guixols (Catalogne) et Barbaste (France), en se basant exclusivement sur des traités originaux et d'autres sources historiques, puis  la musique de chambre, le clavecin, le pianoforte et la basse continue à l'ESMUC de Barcelone. 
En 2005, il fonde le Concerto Madrigalesco, un ensemble de compositions variables utilisant des instruments originaux pour l'interprétation musicale de 1400 à 1800, avec des références historiques au «Seicento Italiano» et au répertoire avec clavier obligé.
Il a enregistré plus de 40 disques, en soliste et en ensembles, pour les labels Decca, Teldec, Accent, Deutsche Harmonia Mundi, Alia Vox, Stradivarius, CPO, Naïve, Alpha, ORF, Mirare. Il a reçu deux Diapason d'Or pour ses enregistrements.

## Discographie
- Pasquini, Sonate per gravecembalo (avril 2003/juillet 2007, Stradivarius)[4] (OCLC 894476197)
- Frescobaldi et Buxtehude, l'Œuvre pour orgue et clavecin (2008-2011, CPO) (OCLC 899741823)
- Mozart, Concertos, KV 107 nos 1 à 3 ; Giovanni Marco Rutini, Sonates - Concerto Madrigalesco ; Luca Guglielmi, clavecin, forte-piano et direction (2010/2011, Accent) (OCLC 883867374)
- Rome 1709 : Haendel vs. Scarlatti, Chaconne HWV 485, Prélude HWV 564, Fugue HWV 611, sonates et suite HWV 444, etc. ; Sonates : 34, 41, 61, 63, 64, 85, 87 - Luca Guglielmi, orgue et clavecin (2012, Stradivarius) (OCLC 965386248)
- Bach, Variations Goldberg (12-13 novembre 2011, Stradivarius)[5] (OCLC 832724395)
- Platti, Concertos - Concerto Madrigalesco ; Luca Guglielmi, piano Cristofori 1726 et direction (juillet/septembre 2013, Arcana) (OCLC 960903306)